# Mieczysław Golba

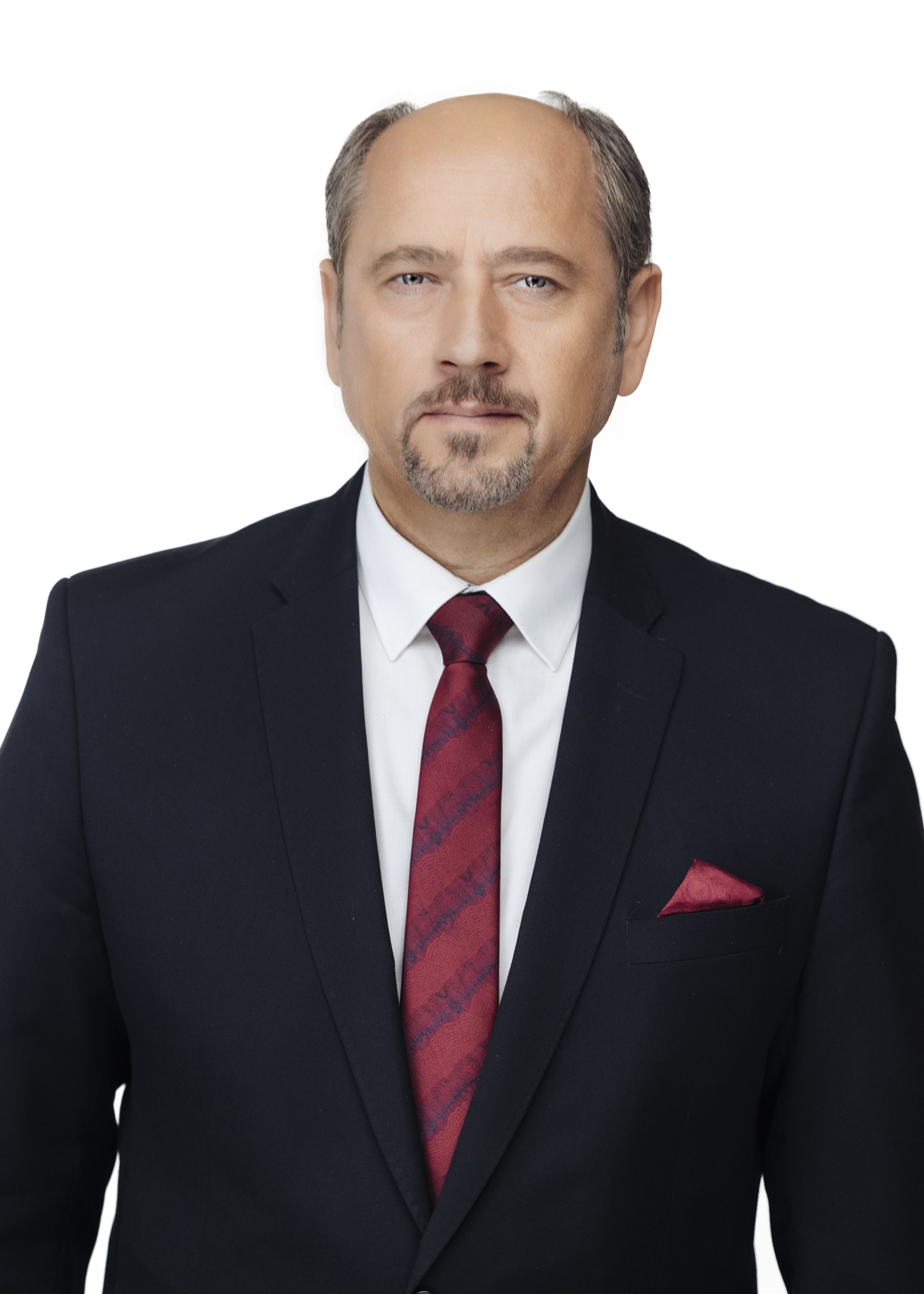
Mieczyslaw Golba (2023)

Mieczysław Józef Golba (* 24. April 1966 in Jarosław) ist ein polnischer Politiker (AWS, PiS, SP) und Sportfunktionär. Er war von 2005 bis 2015 Abgeordneter des Sejm in der V., VI. und VII. Wahlperiode. Seit 2015 gehört er dem Senat der Republik Polen an. Von 2021 bis 2025 war er Vizepräsident des Polnischen Fußballverbandes.

## Leben und Beruf
Golba legte das Abitur an einem Allgemeinbildenden Lyceum ab. Er führt seit 1987 einen landwirtschaftlichen Betrieb und seit 1994 eine eigene Firma. Zwischenzeitlich war er auch als Bauleiter in Frankreich tätig. 2000 wurde er Vizepräsident des Fußballverbandes in der Woiwodschaft Karpatenvorland und 2004 Vorsitzender des Kreisfußballverbandes im Powiat Jarosławski. 2016 stieg er zum Präsidenten des karpatenvorländischen Fußballverbandes auf. Von 2021 bis 2025, als er nicht wiedergewählt wurde, war er Vizepräsident des Polnischen Fußballverbandes.
Er ist verheiratet und hat vier Kinder.

## Politik
Bei den Selbstverwaltungswahlen 1998 und 2002 wurde Golba jeweils in den Rat der Gmina Wiązownica gewählt. Dabei wurde er 1998 für die Akcja Wyborcza Solidarność und 22002 für das lokale Wahlkomitee „Działajmy Razem“ gewählt. 1998/99 war er stellvertretender Bürgermeister der Gemeinde.
Bei den Parlamentswahlen 2005 wurde er für den Wahlkreis 22 Krosno über die Liste der Prawo i Sprawiedliwość (PiS), der er inzwischen beigetreten war, mit 5.551 Stimmen in den Sejm gewählt. Bei den Wahlen 2007 errang er zum zweiten Mal, diesmal mit 12.044 Stimmen, ein Abgeordnetenmandat. Er war Mitglied der Sejm Kommissionen für Sport sowie Landwirtschaft. Auch bei der Parlamentswahl 2011 wurde er wiedergewählt. Während der Wahlperiode trat er 2012 zur neugegründeten Solidarna Polska (SP) über und wurde 2013 dort Vorstandsmitglied. Bei der Europawahl 2014 kandidierte er für die SP, die aber mit 4,0 % der Stimmen an der 5-%-Hürde scheiterte. Im Juli 2014 wurde er Mitglied der neugegründeten Parlamentariergruppe „Sprawiedliwa Polska“, die sich ab März 2015 Zjednoczona Prawica nannte, die sich aus den Abgeordneten der SP und der Polska Razem zusammensetzte. Bei den Wahlen 2015, 2019 und 2023 wurde er jeweils aufgrund einer Wahlabsprache der SP mit der PiS in den Senat der Republik Polen gewählt. Als sich die SP (seit 2023 „Suwerenna Polska“) im Oktober 2024 wieder der PiS anschloss, ging Golba diesen Weg mit.